# NASCAR Sprint Cup Series 2011

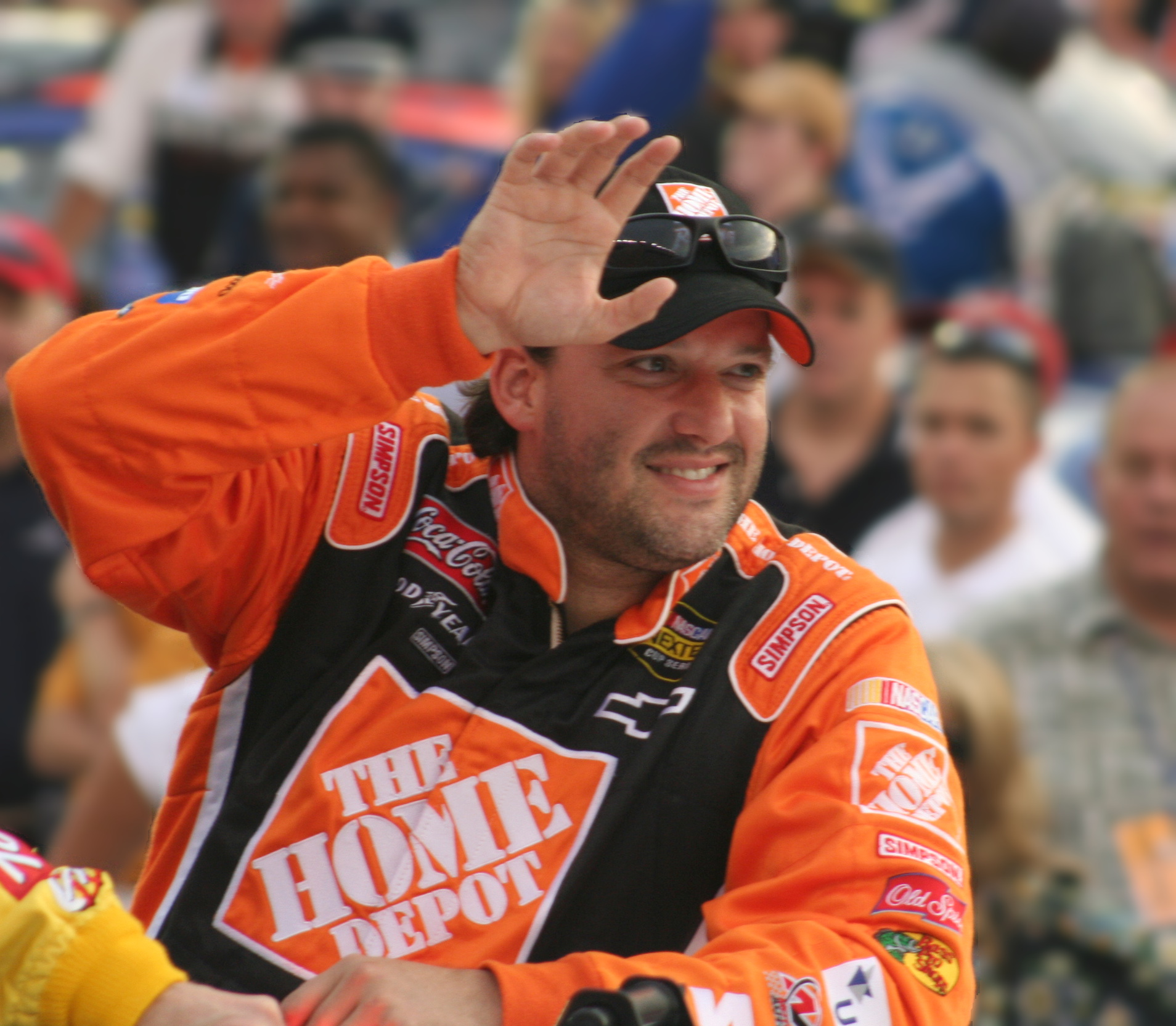
Tony Stewart, il campione della Cup Series 2011.

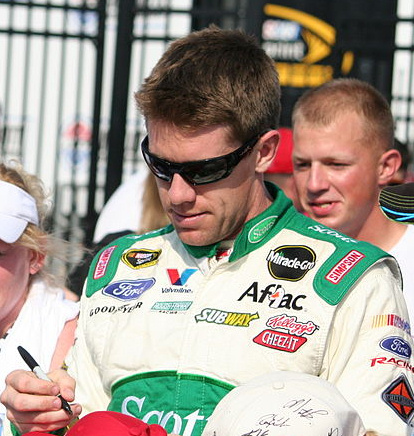
Carl Edwards, secondo classificato, in lizza per il titolo con Stewart fino all'ultima gara.

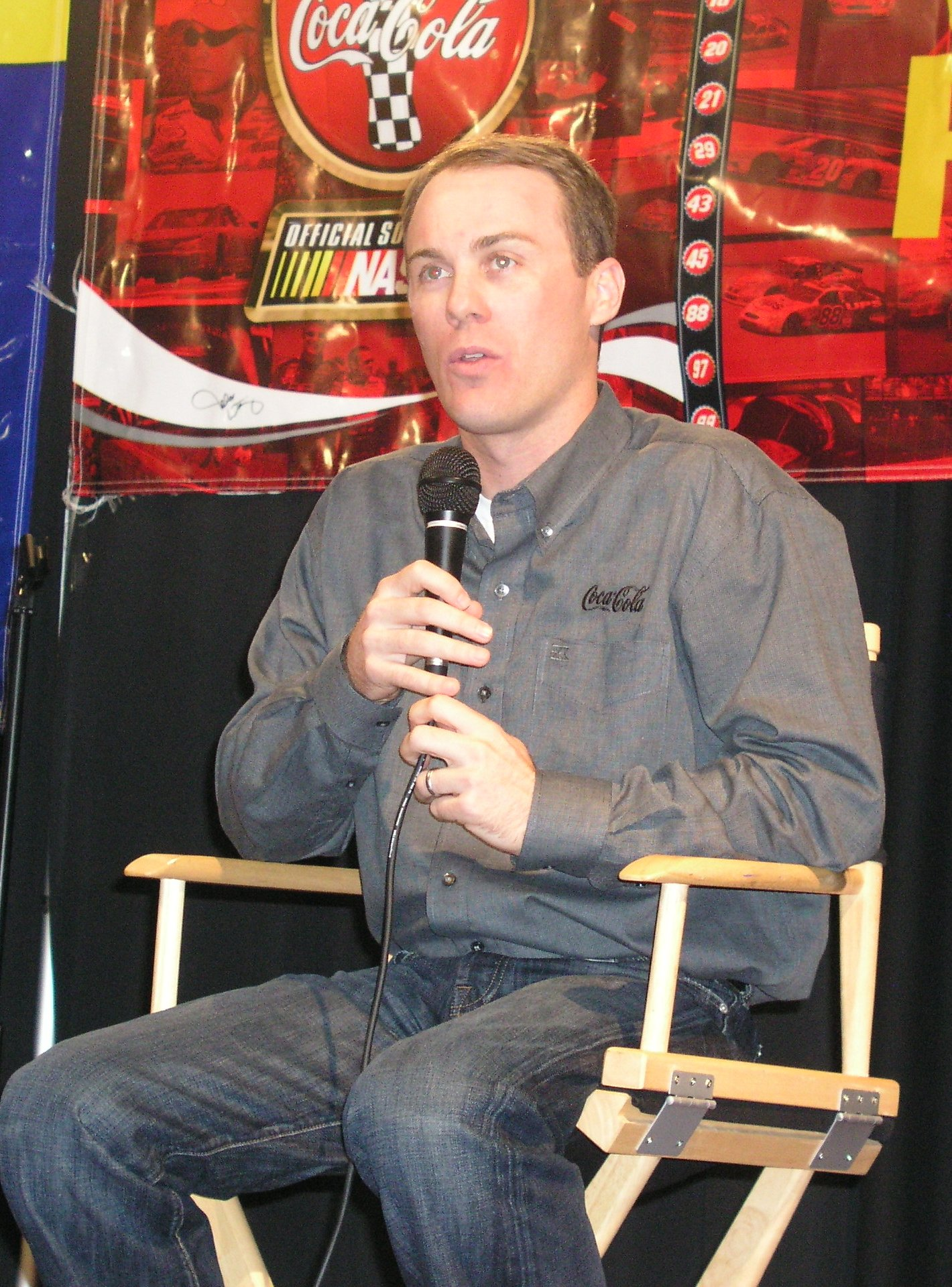
Kevin Harvick, terzo classificato nel campionato piloti.

La stagione 2011 della NASCAR Sprint Cup Series è stata la 63ª edizione del campionato automobilistico di stock car statunitense. La stagione era costituita da 36 gare più due gare di spettacolo. La prima gara è stata la Daytona 500, tenutasi sulla Daytona International Speedway e l'ultima la Ford 400 tenutasi sulla Homestead-Miami Speedway. La parte finale del campionato, costituita dalle ultime 10 gare, viene chiamata "Chase for the Sprint Cup" ("inseguimento per la Sprint Cup"); a questa parte del campionato partecipano solo i piloti che rientrano nelle prime 12 posizioni della classifica piloti dopo la ventiseiesima gara del campionato.

Durante la stagione 2010 la NASCAR, associazione organizzatrice e proprietaria del campionato, annunciò alcuni cambiamenti nel calendario, tra cui l'inserimento di nuove gare sulla Kansas Speedway e sulla Kentucky Speedway e la rimozione di una delle due gare che si corrono sia sulla Atlanta Motor Speedway che sulla Auto Club Speedway. Una volta conclusasi la stagione 2010 la NASCAR annunciò dei cambiamenti anche nel sistema di attribuzione dei punti. Annunciò inoltre che il carburante non sarebbe stato più la benzina senza piombo (o "benzina verde") fornita dalla Sunoco bensì si sarebbe usata la miscela di etanolo chiamata "Sunoco Green E15".

Il campionato piloti è stato vinto da Tony Stewart, il campionato a squadre dalla scuderia Stewart Haas Racing ed il campionato case costruttrici è stato vinto dalla Chevrolet.

## I test pre-stagionali
La stagione di test pre-campionato è iniziata il 20 gennaio 2011 con una tre giorni di test sulla Daytona International Speedway per testare il nuovo muso delle vetture, così come la nuova superficie. Inoltre nelle sessioni, l'apertura della "flangia di strozzatura dell'aria" (restrictor plate) è stata ridotta passando da una piastra di 30/32 pollici (76/81 cm), usata nei test per gli pneumatici a dicembre, ad una di 29/32 pollici (73/81 cm). Il vice presidente del settore competizioni della NASCAR Robin Pemberton ha dichiarato:

"Dobbiamo fare un passo indietro e parlare con le scuderie e guardare le velocità degli ultimi due giorni di test. Penso che abbiamo qualche segnale che abbiamo raggiunto i livelli massimi a 197 e mezzo (mph), in base a fin dove hanno tirato nel flusso d'aria, (la vettura) può essere più o meno veloce, ma è difficile da dirsi".
Alla prima sessione di prove, la mattina del 20 gennaio 2011, hanno partecipato 33 piloti e Clint Bowyer è risultato il più veloce con una velocità di 184.219 mph (296,5 km/h), mentre David Reutimann ha ottenuto la velocità più alta, 195.780 miglia orarie (315,1 km/h), durante la seconda sessione nel pomeriggio.
La terza sessione di prove, prevista per la mattina del 21 gennaio, è stata annullata per pioggia. Alla quarta sessione, tenutasi nel pomeriggio, hanno partecipato 34 piloti e Denny Hamlin è stato il più veloce con una velocità di 196.868 mph (316,8 km/h). Diversi piloti hanno deciso di andarsene dopo la sessione, tra questi anche Reutimann, Martin Truex, Jr., Jimmie Johnson, e Bowyer. Alla quinta sessione, tenutasi la mattina del 22 gennaio, hanno partecipato 29 piloti, ed il più veloce è stato Joey Logano con una velocità di 197.516 mph (317,9 km/h). Brad Keselowski stato il più veloce, con una velocità di 198.605 miglia orarie, nella sessione finale. Una volta conclusasi la fase dei test, il direttore della gestione sportiva della NASCAR, John Darby, ha dichiarato che non considerava dovuta una modifica alla "restrictor plate" che era stata utilizzata nelle sessioni di test di gennaio, lasciando l'apertura a 29/32 pollici.

## Riassunto della stagione
Nella prima gara di spettacolo della stagione, la Budweiser Shootout, Denny Hamlin tagliò il traguardo in prima posizione, ma la vittoria della corsa venne assegnata a Kurt Busch perché Hamlin aveva oltrepassato la linea gialla di demarcazione.

Trevor Bayne vinse la prima gara della stagione, la Daytona 500 dopo che David Ragan ricevette una penalità per una violazione alla ripartenza. Bayne è così diventato il quinto pilota a vincere la gara per la Wood Brothers Racing e il più giovane pilota di sempre a vincere la Daytona 500 all'età di 20 anni ed un giorno.

Il quattro volte campione Jeff Gordon conquistò la vittoria alla Subway Fresh Fit 500 sulla Phoenix International Raceway, dopo essere stato in testa per la maggior parte della gara, mettendo così fine ad una serie di 66 gare senza vittorie.

Successivamente, Carl Edwards vinse la Kobalt Tools 400, terza gara della stagione,  dopo che Tony Stewart (maggior numero di giri in testa alla corsa) scontò una penalità in "pit road" (corsia dei box).

Dopo aver vinto la gara in Nationwide Series il giorno precedente, Kyle Busch tenne testa a Carl Edwards e Jimmie Johnson e conquistò la sua quinta vittoria consecutiva sulla pista di Bristol.

Sulla Auto Club Speedway fu Kevin Harvick a trionfare, dopo aver sorpassato Jimmie Johnson all'ultimo giro. Harvick trionfò anche la settimana successiva, sulla Martinsville Speedway, dopo aver sorpassato Dale Earnhardt, Jr. a quattro giri dal traguardo.

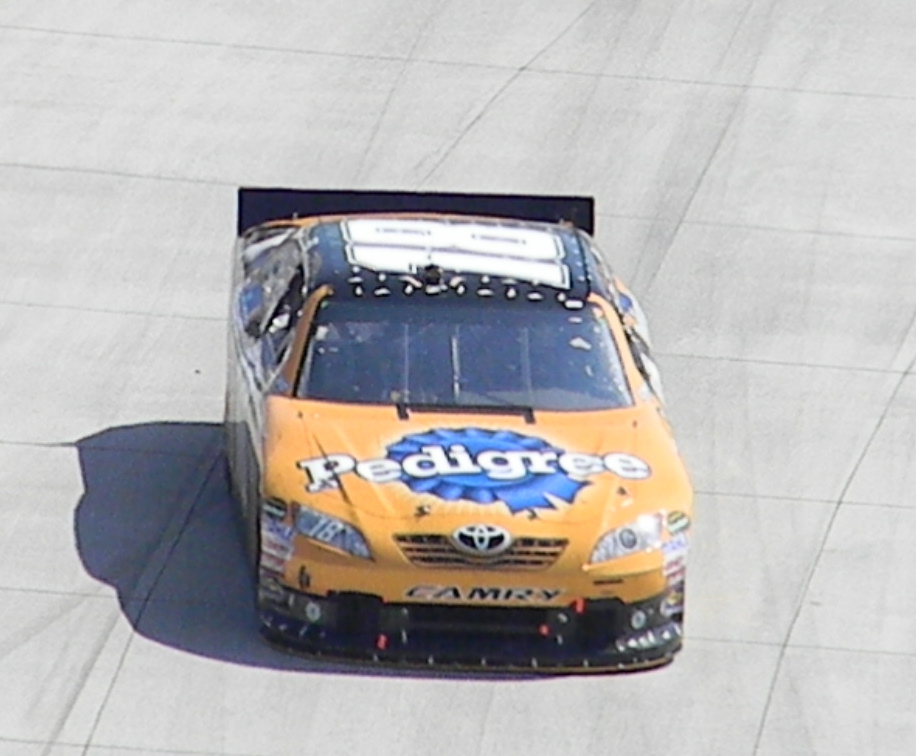
Kyle Busch (nella foto la vettura usata durante la "Goody's Fast Relief 500") e Kevin Harvick sono al secondo posto per maggior numero di vittorie (4) in questa stagione.

La Roush Fenway Racing dominò il week-end alla Texas Motor Speedway, con Matt Kenseth che, dopo essere stato in testa per 196 giri di fila, trova la sua prima vittoria dopo 76 gare.

L'ottava gara della stagione, la Aaron's 499, fu una delle due gare della Sprint Cup Series ad avere il record per il maggior numero di cambi di piloti in testa alla corsa. Jimmie Johnson batté Clint Bowyer vincendo sulla Talladega Superspeedway per soli 0,002 secondi, che è il record per minor margine di vittoria nella Serie (soltanto la Carolina Dodge Dealers 400 del 2003 fu vinta da Ricky Craven con lo stesso margine di vittoria).

Per la terza stagione consecutiva, Kyle Busch dominò la corsa primaverile a Richmond, rimanendo in testa per 293 dei 400 giri e raccogliendo così la sua seconda vittoria stagionale.

Dopo la vittoria negata a Talladega nella AMP Energy 500 del 2008, Regan Smith rimase fuori senza fare il pit stop e, con i vecchi pneumatici, tenne lontano il leader della classifica Carl Edwards vincendo la sua prima gara della stagione per lui e la sua squadra, la Furniture Row Racing, sulla Darlington Raceway nella decima gara della Serie.

Facendo un pit-stop da due gomme all'ultimo minuto dell'ultima serie di pit-stop, Matt Kenseth superò l'ex compagno di squadra Mark Martin cogliendo la sua seconda vittoria stagionale nella gara di Dover.

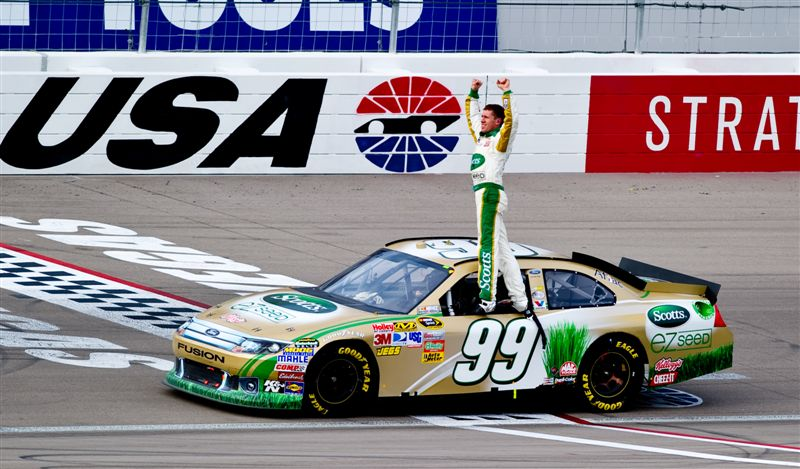
Carl Edwards, prima di fare il suo caratteristico salto mortale, dopo la vittoria della Kobalt Tools 400, sua unica vittoria della stagione.

Nella seconda gara speciale (senza attribuzione di punti) della stagione, la NASCAR Sprint All-Star Race XXVII tenutasi sulla Charlotte Motor Speedway, David Ragan e Brad Keselowski chiusero al primo e secondo posto dello Sprint Showdown, mentre Dale Earnhardt, Jr. è stato eletto "pilota preferito dai fan". Il vincitore della gara è stato Carl Edwards che ha dominato degli ultimi due "segmenti" riuscendo a tenere dietro Kyle Busch e ad ottenere la sua prima vittoria nell'All-Star.

Le squadre rimasero a Charlotte per la Coca-Cola 600, Dale Earnhardt Jr. rimase a secco di carburante all'ultima curva dell'ultimo giro e venne sorpassato da Kevin Harvick che guadagnò così la sua terza vittoria del 2011. Con 402 giri ed un totale di 603 miglia (970 km), la gara è stata la più lunga nella storia della NASCAR.
Nella STP 400, nuova gara entrata in calendario da quest'anno, sulla Kansas Speedway, Kurt Busch, partito in pole position e in testa per un totale di 152 giri, dovette fermarsi a fare rifornimento a 10 giri dalla fine, consentendo così al compagno di squadra, Brad Keselowski, di battere l'incalzante Dale Earnhardt, Jr. e di cogliere la sua seconda vittoria in carriera.

La quattordicesima gara della stagione fu la 5-hour Energy 500 tenutasi a Pocono; un velocissimo pit-stop finale permise a Jeff Gordon di battere Kurt Busch, partito in pole. Gordon si guadagnò la sua 84ª vittoria in carriera, che lo colloca al terzo posto, insieme a Bobby Allison e Darrell Waltrip, nella virtuale classifica per maggior numero di gare vinte nell'"epoca moderna" della NASCAR.

La settimana successiva, sulla Michigan International Speedway, Denny Hamlin, vincitore di questa gara anche l'anno precedente, grazie ad n eccellente pit stop finale riuscì a tenere a distanza Matt Kenseth e a conquistare la sua prima vittoria stagionale.

La settimana successiva si corse sulla Infineon Raceway, uno dei due circuiti "non ovali" del campionato. Kurt Busch dominò la gara e tenne dietro facilmente Jeff Gordon conquistando la sua prima vittoria del 2011.

La serie tornò a Daytona nel weekend del giorno dell'Indipendenza. Il vincitore della "Daytona 500", Trevor Bayne, fu coinvolto in un incidente all'inizio della gara e David Ragan, con l'aiuto del compagno di squadra Matt Kenseth, si rifece dalla sua mancata vittoria alla "Daytona 500" conquistando la sua prima vittoria in "Sprint Cup".

La settimana successiva sulla Kentucky Speedway si corse la Quaker State 400, la seconda delle due nuove gare entrate in calendario quest'anno. Kyle Busch dominò la gara e riuscì a tener dietro David Reutimann ottenendo così la sua terza vittoria stagionale.
Alla Lenox Industrial Tools 301 a Loudon, Ryan Newman e Tony Stewart, entrambi piloti della Stewart Haas Racing, partirono rispettivamente in prima e seconda posizione e tali si mantennero fino alla fine della corsa portando Newman alla sua prima vittoria stagionale.

Dopo una settimana di pausa, la Serie si spostò presso il prestigioso circuito di Indianapolis per la Brickyard 400. Nonostante Jeff Gordon avesse la macchina migliore, una migliore strategia ai pit-stop ha portato Paul Menard a battere Gordon e a conquistare la sua prima vittoria in carriera in Sprint Cup Series.

La settimana successiva si corse di nuovo sulla Pocono Raceway. Il trio Denny Hamlin, Kyle Busch e Joey Logano della Joe Gibbs Racing dominò la gara, ma Brad Keselowski, che si era rotto una gamba sulla Road Atlanta, sorpassò Busch a 10 giri dalla fine andando a conquistare la sua seconda vittoria dell'anno.

La settimana successiva, a Watkins Glen, i piloti tornarono su un circuito non ovale. Marcos Ambrose tenne dietro Brad Keselowski e Kyle Busch, evitando alcuni incidenti particolarmente violenti come quello che coinvolse David Reutimann nella "chicane" all'ultimo giro, e conquistò la sua prima vittoria in carriera nella Sprint Cup, diventando così il quinto pilota a vincere la sua prima gara in carriera nel 2011 in questa serie. Ambrose divenne anche il primo australiano in assoluto (e il quarto "non-statunitense") a vincere una gara della Cup Series.

La serie tornò nel Michigan per la Pure Michigan 400 dove Kyle Busch avrebbe dominato la gara, distanziando Jimmie Johnson e ottenendo la sua quarta vittoria del 2011.

A Bristol la gara in notturna Irwin Tools Night Race fu dominata da Jeff Gordon, ma Brad Keselowski, uscito in testa da un velocissimo pit-stop, andò a conquistare la sua terza vittoria del 2011.
La venticinquesima gara della stagione, sulla Atlanta Motor Speedway, fu interrotta e rinviata di due giorni (cioè al martedì successivo) a causa della tempesta tropicale Lee che aveva colpito gli Stati Uniti Sud-orientali nelle giornate di domenica e lunedì. Nella gara Jeff Gordon batté Jimmie Johnson, suo compagno di squadra alla Hendrick Motorsports andando a conquistare la sua terza vittoria stagionale e la sua 85° in carriera nella Sprint Cup Series.

La Wonderful Pistachios 400, ultima gara della stagione regolare, è stata molto combattuta da tutti i piloti che avevano bisogno di entrare nella "Chase for the Championship". Alla fine la spuntò Kevin Harvick col la sua quarta vittoria stagionale. I due posti da "wild card" furono conquistati da Denny Hamlin e Brad Keselowski.

Per la prima volta fu la Chicagoland Speedway ad ospitare la prima gara della "Chase". La gara fu posticipata a lunedì per pioggia. Vinse Tony Stewart, che portò a casa la sua prima vittoria stagionale.

La 28ª gara vede le squadre tornare sulla New Hampshire Motor Speedway. Tony Stewart vinse la sua seconda vittoria consecutiva della stagione.

Il campionato tornò a Dover dove Jimmie Johnson dominò la gara, che fu vinta però da Kurt Busch che sfruttò bene una ripartenza dopo l'ingresso della "Pace Car" conquistando la sua seconda vittoria stagionale.

Nella trentesima gara stagionale, a Kansas City, fu ancora Jimmie Johnson a dominare in gara, ma stavolta riuscì anche a vincere la gara conquistando la sua seconda vittoria stagionale.
A Charlotte la gara fu condotta da Kyle Busch, ma fu Matt Kenseth a guadagnare la sua terza vittoria stagionale dopo aver sorpassato Busch nel finale.

Di nuovo a Talladega, la scelta degli accoppiamenti delle vetture furono l'argomento principale di discussione. I due piloti della Richard Childress Racing, Jeff Burton e Clint Bowyer si allontanarono dal gruppo alla ripartenza a tre giri dalla fine della gara e Bowyer affiancò Burton all'ultimo giro e sul traguardo lo batté per un solo metro. Bowyer aveva vinto la gara autunnale su questa pista anche nel 2010.

Le squadre tornarono sulla storica pista di Martinsville per l'ultima gara della stagione su uno "short track". Tony Stewart passò Jimmie Johnson dopo l'ultima ripartenza cogliendo la sua terza vittoria del 2011 e mantenendosi così in gioco nel campionato.

Di nuovo in Texas, Stewart sorpassò Jeff Burton a 5 giri dal termine conquistando la quarta vittoria della stagione.

Alla penultima gara sulla Phoenix International Raceway, i piloti si trovarono di fronte ad una pista completamente ristrutturata. Ancora una volta fu Stewart a farla da padrone, ma fu Kasey Kahne che nel finale riuscì a tenere dietro Carl Edwards e a mettere termine ad una serie di 81 gare senza vittorie. Al termine della gara, restarono in gioco, nel campionato piloti a punti, solo Edwards e Stewart, separati da un margine di soli tre punti.

Alla Ford 400, ultima gara della stagione, Edwards partì in pole position mentre Stewart in quindicesima posizione. La gara fu ricchissima di sorpassi, soprattutto da parte di Stewart (a fine gara ne conterà ben 118), autore di un'ottima rimonta, nei confronti di tutti gli alti piloti. Dopo vari testa a testa tra Edwards e Stewart fu quest'ultimo a tagliare il traguardo per primo. Così, entrambi i piloti conclusero la stagione con un totale di 2403 punti, ma fu Stewart che vinse il campionato in virtù delle 5 gare vinte. Per Stewart fu il terzo titolo in carriera, il primo come pilota della scuderia di cui è anche co-proprietario.

## Piloti e scuderie

### Scuderie a calendario completo
Questa tabella mostra le squadre iscritte a tutto il campionato.
| Earnhardt Ganassi Racing  | Chevrolet | 1  | Bass Pro Shops / McDonald's                     | Jamie McMurray      | Kevin Manion        |
| Earnhardt Ganassi Racing  | Chevrolet | 42 | Target                                          | Juan Pablo Montoya  | Jim Pohlman         |
| FAS Lane Racing           | Ford      | 32 | U.S. Chrome C&J Energy                          | Terry Labonte       | Frank Stoddard      |
| FAS Lane Racing           | Ford      | 32 | Gainey Suites Hotel                             | Mike Skinner        | Frank Stoddard      |
| FAS Lane Racing           | Ford      | 32 | VA Mortgage Center.com                          | Ken Schrader        | Frank Stoddard      |
| FAS Lane Racing           | Ford      | 32 | Blu Cigs                                        | Mike Bliss          | Frank Stoddard      |
| FAS Lane Racing           | Ford      | 32 | King Street                                     | T.J. Bell           | Frank Stoddard      |
| FAS Lane Racing           | Ford      | 32 | Bully Hill Vineyards                            | Andrew Ranger       | Frank Stoddard      |
| FAS Lane Racing           | Ford      | 32 | Red Rocks Cafe                                  | Boris Said1         | Frank Stoddard      |
| FAS Lane Racing           | Ford      | 32 | U.S. Chorme                                     | Patrick Carpentier1 | Frank Stoddard      |
| FAS Lane Racing           | Ford      | 32 | GunBroker.com                                   | Jason White         | Frank Stoddard      |
| Front Row Motorsports     | Ford      | 34 | Taco Bell                                       | David Gilliland     | Peter Sospenzo      |
| Front Row Motorsports     | Ford      | 38 | Long John Silver's                              | Travis Kvapil       | Jay Guy             |
| Front Row Motorsports     | Ford      | 38 | Long John Silver's                              | Sam Hornish, Jr.    | Jay Guy             |
| Front Row Motorsports     | Ford      | 38 | Long John Silver's                              | Tony Ave            | Jay Guy             |
| Front Row Motorsports     | Ford      | 38 | Long John Silver's                              | J.J. Yeley          | Jay Guy             |
| Front Row Motorsports     | Ford      | 38 | Long John Silver's                              | Terry Labonte       | Jay Guy             |
| Furniture Row Racing      | Chevrolet | 78 | Furniture Row                                   | Regan Smith         | Pete Rondeau        |
| Germain Racing            | Toyota    | 13 | GEICO                                           | Casey Mears         | Bootie Barker       |
| HP Racing                 | Toyota    | 66 | RaceHP.com                                      | Michael McDowell    | Gene Nead           |
| HP Racing                 | Toyota    | 66 | RaceHP.com                                      | Todd Bodine         | Gene Nead           |
| HP Racing                 | Toyota    | 66 | RaceHP.com                                      | Josh Wise           | Gene Nead           |
| Hendrick Motorsports      | Chevrolet | 5  | GoDaddy.com                                     | Mark Martin         | Lance McGrew        |
| Hendrick Motorsports      | Chevrolet | 24 | Drive to End Hunger                             | Jeff Gordon         | Alan Gustafson      |
| Hendrick Motorsports      | Chevrolet | 48 | Lowe's / Kobalt Tools                           | Jimmie Johnson      | Chad Knaus          |
| Hendrick Motorsports      | Chevrolet | 88 | National Guard / AMP Energy                     | Dale Earnhardt, Jr. | Steve Letarte       |
| Joe Gibbs Racing          | Toyota    | 11 | FedEx                                           | Denny Hamlin        | Mike Ford           |
| Joe Gibbs Racing          | Toyota    | 18 | Mars, Inc.                                      | Kyle Busch          | Dave Rogers         |
| Joe Gibbs Racing          | Toyota    | 18 | Mars, Inc.                                      | Michael McDowell    | Dave Rogers         |
| Joe Gibbs Racing          | Toyota    | 20 | The Home Depot                                  | Joey Logano         | Greg Zipadelli      |
| JTG Daugherty Racing      | Toyota    | 47 | Bush's Baked Beans                              | Bobby Labonte       | Brian Burns         |
| Michael Waltrip Racing    | Toyota    | 00 | Aaron's                                         | David Reutimann     | Bobby Kennedy       |
| Michael Waltrip Racing    | Toyota    | 56 | NAPA                                            | Martin Truex, Jr.   | Scott Miller        |
| NEMCO Motorsports         | Toyota    | 87 | AMFMEnergy.com / Pellet & Wood Stoves           | Joe Nemechek        | Bill Willburn       |
| Max Q Motorsports         | Ford      | 37 | Koma Unwind                                     | Mike Skinner        | Mike Abner          |
| Penske Racing             | Dodge     | 2  | Miller Lite                                     | Brad Keselowski     | Paul Wolfe          |
| Penske Racing             | Dodge     | 22 | Shell US / Pennzoil                             | Kurt Busch          | Steve Addington     |
| Phoenix Racing            | Chevrolet | 51 | Thank A Teacher Today                           | Bill Elliott        | Nick Harris         |
| Phoenix Racing            | Chevrolet | 51 | Thank A Teacher Today                           | Landon Cassill      | Nick Harris         |
| Phoenix Racing            | Chevrolet | 51 | Thank A Teacher Today                           | Boris Said          | Nick Harris         |
| Red Bull Racing           | Toyota    | 4  | Red Bull                                        | Kasey Kahne         | Kenny Francis       |
| Red Bull Racing           | Toyota    | 83 | Red Bull                                        | Brian Vickers       | Ryan Pemberton      |
| Richard Childress Racing  | Chevrolet | 27 | Menards                                         | Paul Menard         | Richard Labbe       |
| Richard Childress Racing  | Chevrolet | 29 | Budweiser                                       | Kevin Harvick       | Gil Martin          |
| Richard Childress Racing  | Chevrolet | 31 | Caterpillar                                     | Jeff Burton         | Luke Lambert        |
| Richard Childress Racing  | Chevrolet | 33 | Cheerios                                        | Clint Bowyer        | Shane Wilson        |
| Richard Petty Motorsports | Ford      | 9  | Stanley / DeWalt                                | Marcos Ambrose      | Todd Parrott        |
| Richard Petty Motorsports | Ford      | 43 | Best Buy                                        | A. J. Allmendinger  | Greg Erwin          |
| Roush Fenway Racing       | Ford      | 6  | UPS                                             | David Ragan         | Drew Blickensderfer |
| Roush Fenway Racing       | Ford      | 16 | 3M                                              | Greg Biffle         | Matt Puccia         |
| Roush Fenway Racing       | Ford      | 17 | Crown Royal                                     | Matt Kenseth        | Jimmy Fennig        |
| Roush Fenway Racing       | Ford      | 99 | Aflac                                           | Carl Edwards        | Bob Osbourne        |
| Stewart Haas Racing       | Chevrolet | 14 | Mobil 1 / Office Depot                          | Tony Stewart        | Darian Grubb        |
| Stewart Haas Racing       | Chevrolet | 39 | U.S. Army                                       | Ryan Newman         | Tony Gibson         |
| Tommy Baldwin Racing      | Chevrolet | 36 | Golden Corral Accell Construction Big Red       | Dave Blaney         | Philippe Lopez      |
| Tommy Baldwin Racing      | Chevrolet | 36 | Golden Corral Accell Construction Big Red       | Ron Fellows         | Philippe Lopez      |
| Tommy Baldwin Racing      | Chevrolet | 36 | Golden Corral Accell Construction Big Red       | Mike Skinner        | Philippe Lopez      |
| Tommy Baldwin Racing      | Chevrolet | 36 | Golden Corral Accell Construction Big Red       | Stephen Leicht      | Philippe Lopez      |
| Tommy Baldwin Racing      | Chevrolet | 36 | Golden Corral Accell Construction Big Red       | Geoffrey Bodine     | Philippe Lopez      |
| TRG Motorsports           | Ford      | 71 | Super Eco-Fuel Saver Interstate Moving Services | Andy Lally          | Doug Richert        |
| TRG Motorsports           | Ford      | 71 | Super Eco-Fuel Saver Interstate Moving Services | Hermie Sadler       | Doug Richert        |
| TRG Motorsports           | Ford      | 71 | School Media                                    | Mike Bliss          | Doug Richert        |
| Whitney Motorsports       | Ford      | 46 | AAMCO Transmissions Red Line Oil                | J.J. Yeley          | Tony Furr           |
| Whitney Motorsports       | Ford      | 46 | AAMCO Transmissions Red Line Oil                | Bill Elliott        | Tony Furr           |
| Whitney Motorsports       | Ford      | 46 | AAMCO Transmissions Red Line Oil                | Andy Pilgrim        | Tony Furr           |
| Whitney Motorsports       | Ford      | 46 | AAMCO Transmissions Red Line Oil                | Erik Darnell        | Tony Furr           |
| Whitney Motorsports       | Ford      | 46 | Fisher Nuts                                     | Brian Simo          | Tony Furr           |
| Whitney Motorsports       | Ford      | 46 | Green Stuff Sales & Supply                      | Scott Speed         | Tony Furr           |
| Fonte: NASCAR, Jayski's   |           |    |                                                 |                     |                     |

### Scuderie a calendario parziale
Questa tabella mostra le squadre iscritte soltanto a determinate gare del campionato.
| Curb-Agajanian Performance Group                                             | Chevrolet      | 98                 | Ronald Reagan Presidential Foundation                                              | Austin Dillon          | Danny Stockman                    |
| FAS Lane Racing                                                              | Ford           | 23                 |                                                                                    | Terry Labonte          | Frank Stoddard                    |
| Red Bull Racing Team                                                         | Toyota         | 84                 | Kangaroo Express                                                                   | Cole Whitt             | Randy Cox                         |
| R3 Motorsports                                                               | Toyota         | 23                 | North Texas Pipe                                                                   | Scott Riggs            | Greg Conner                       |
| Front Row Motorsports Max Q Motorsports Rick Ware Racing Whitney Motorsports | Ford Chevrolet | 37                 | North Texas Pipe                                                                   | Robert Richardson Jr.  | Greg Conner                       |
| Front Row Motorsports Max Q Motorsports Rick Ware Racing Whitney Motorsports | Ford Chevrolet | 37                 | North Texas Pipe                                                                   | Tony Raines            | Greg Conner                       |
| Front Row Motorsports Max Q Motorsports Rick Ware Racing Whitney Motorsports | Ford Chevrolet | 37                 | Rise of the Planet of the Apes                                                     | Chris Cook             | Greg Conner                       |
| Front Row Motorsports Max Q Motorsports Rick Ware Racing Whitney Motorsports | Ford Chevrolet | 37                 | Scott Speed                                                                        |                        | Greg Conner                       |
| Front Row Motorsports Max Q Motorsports Rick Ware Racing Whitney Motorsports | Ford Chevrolet | 37                 | Bradley University                                                                 | Josh Wise              | Greg Conner                       |
| Front Row Motorsports                                                        | Ford           | 55                 | Ingersoll Rand                                                                     | Jeff Green             | Derrick Finley                    |
| Front Row Motorsports                                                        | Ford           | 55                 | Ingersoll Rand                                                                     | J.J. Yeley             | Derrick Finley                    |
| Front Row Motorsports                                                        | Ford           | 55                 | Ingersoll Rand                                                                     | Travis Kvapil          | Derrick Finley                    |
| Inception Motorsports                                                        | Chevrolet      | 30                 | EchoStor Technologies Foxwoods Resort Casino                                       | David Stremme          | Steve Lane                        |
| K-Automotive Motorsports                                                     | Chevrolet      | 92                 | Discount Tire Company Melling Engine Parts Waste Industries / Melling Engine Parts | Brian Keselowski       | Dave Fuge                         |
| K-Automotive Motorsports                                                     | Chevrolet      | 92                 | Discount Tire Company Melling Engine Parts Waste Industries / Melling Engine Parts | Dennis Setzer          | Dave Fuge                         |
| Leavine Family Racing                                                        | Ford           | 95                 | WRL General Contractors, Ltd. Jordan Truck Sales                                   | David Starr            | Wally Rogers                      |
| LTD Powersports, LLC                                                         | Toyota         | 50                 | Green Smoke Electronic Cigarette Bandit Chippers                                   | T. J. Bell             | Jeff McClure                      |
| Michael Waltrip Racing                                                       | Toyota         | 15                 | NAPA Darrell Waltrip Tribute                                                       | Michael Waltrip        | Bobby Kennedy                     |
| NEMCO Motorsports                                                            | Toyota         | 97                 | ExtenZe                                                                            | Kevin Conway           |                                   |
| Robby Gordon Motorsports                                                     | Dodge          | 7                  | Speed Energy Drink / Fast Five                                                     | Robby Gordon           | Samuel Stanley                    |
| Robby Gordon Motorsports                                                     | Dodge          | 7                  | Speed Energy Drink / Fast Five                                                     | Johnny Sauter          | Samuel Stanley                    |
| Robby Gordon Motorsports                                                     | Dodge          | 7                  | Speed Energy Drink / Fast Five                                                     | Mike Bliss             | Samuel Stanley                    |
| Robby Gordon Motorsports                                                     | Dodge          | 7                  | Speed Energy Drink / Fast Five                                                     | Reed Sorenson          | Samuel Stanley                    |
| Robby Gordon Motorsports                                                     | Dodge          | 77                 | Speed Energy Drink / Fast Five                                                     |                        |                                   |
| Robby Gordon Motorsports                                                     | Dodge          | Scott Wimmer       | Speed Energy Drink / Fast Five                                                     |                        |                                   |
| Robby Gordon Motorsports                                                     | Dodge          | Speed Energy / GNC | P.J. Jones                                                                         |                        |                                   |
| Rusty Wallace Racing                                                         | Toyota         | 77                 | 5-Hour Energy                                                                      | Steve Wallace          | Larry Carter                      |
| Sinica Motorsports                                                           | Chevrolet      | 93                 | Hewes Concrete Polishing                                                           | Grant Enfinger         | Allen Wellman                     |
| Max Q Motorsports                                                            | Ford           | 64                 | Morningstar Marinas                                                                | Derrike Cope           | Dave Fuge                         |
| TRG Motorsports                                                              | Ford           | 77                 |                                                                                    | Andy Lally / T.J. Bell | Doug Richert / Barry Boeckenstedt |
| Tommy Baldwin Racing                                                         | Chevrolet      | 35                 |                                                                                    | Steve Park             | Tommy Baldwin, Jr.                |
| Tommy Baldwin Racing                                                         | Chevrolet      | 35                 | Luke Associates                                                                    | Geoff Bodine           | Tommy Baldwin, Jr.                |
| Tommy Baldwin Racing                                                         | Chevrolet      | 35                 | Golden Corral Pepsi Max                                                            | Dave Blaney            | Tommy Baldwin, Jr.                |
| Whitney Motorsports                                                          | Chevrolet      | 81                 | Whitney Collision ARMA Energy                                                      | Scott Riggs            | Butch Lamoreux                    |
| Whitney Motorsports                                                          | Chevrolet      | 81                 | Whitney Collision ARMA Energy                                                      | Brian Simo             | Butch Lamoreux                    |
| Wood Brothers Racing                                                         | Ford           | 21                 | Motorcraft                                                                         | Trevor Bayne           | Donnie Wingo                      |
| Wood Brothers Racing                                                         | Ford           | 21                 | Motorcraft                                                                         | Ricky Stenhouse, Jr.   | Donnie Wingo                      |
| Stratus Racing Group                                                         | Chevrolet      | 75                 | Maxxelance Energy Drink                                                            | Derrike Cope           | Gary Keller                       |
| Fonte: NASCAR, Jayski's                                                      |                |                    |                                                                                    |                        |                                   |

### I cambi nelle squadre
In vista del campionato 2011, la Penske Racing modificò la squadra spostando Brad Keselowski, insieme al suo team di meccanici e caposquadra, dal numero 12, al numero 2 (con la sponsorizzazione della Miller Lite); questo per sostituire Kurt Busch e la sua squadra che erano stati trasferiti dal numero 2 al numero 22 (numero acquisito per essere sponsorizzato da Shell US e Pennzoil).
Anche la Hendrick Motorsports fece degli spostamenti, spostando tre delle sue quattro squadre. La squadra trasferì Steve Letarte a far da caposquadra a Dale Earnhardt, Jr., Alan Gustafson con Jeff Gordon, e Lance McGrew con Mark Martin.
Il 7 gennaio 2011, Bob Leavine e Lance Fenton annunciarono la fondazione della "Leavine Fenton Racing" e che David Starr sarebbe stato il pilota della loro squadra.
A febbraio venne fondata un'altra squadra: la FAS Lane Racing di Frank Stoddard.
A fine marzo, a campionato già iniziato, David Stremme annunciò il suo ritorno nella Cup Series con una nuova squadra, la Inception Motorsports.
Ad ottobre, prima della Bank of America 500, la Sinica Motorsports annunciò di voler partecipare alle ultime tre gare rimaste del campionato 2011, partecipando con la Chevrolet numero 93, o con Bill Elliott o con Terry Labonte, e che la squadra avrebbe preso parte a 10/15 gare del campionato 2012 con il pilota ARCA Grant Enfinger. La Sinica non riuscì a qualificarsi per nessuna delle tre gare a cui aveva previsto di partecipare nel 2011.

### I cambi tra i piloti
Diversi piloti cambiarono squadra per questa stagione. Uno di questi fu Paul Menard, che lasciò la Richard Petty Motorsports per passare alla Richard Childress Racing.
Menard firmò un accordo triennale con scadenza alla fine del 2013, con un'opzione per il prolungamento. Altri cambiamenti hanno visto Kasey Kahne passare al Red Bull Racing Team, dopo aver lasciato la Richard Petty Motorsports nel 2010.
Marcos Ambrose lasciò la JTG Daugherty Racing per passare alla guida della # 9 della Richard Petty Motorsports nel 2011, in sostituzione di Kahne..
Inoltre, Bobby Labonte sostituì Ambrose alla JTG Daugherty Racing, e Bill Elliott passò dalla Wood Brothers Racing alla Phoenix Racing.
Kevin Conway, il Rookie of the Year della NASCAR Sprint Cup Series 2010, passò al volante della seconda vettura della NEMCO Motorsports.
Per la stagione 2011, Trevor Bayne, che si era piazzato settimo nel campionato NASCAR Nationwide Series 2010, partecipò ad alcune gare della Sprint Cup per la Wood Brothers Racing.
Anche un altro pilota, Brian Keselowski, provò a partecipare al campionato, dopo essere riuscito a qualificarsi per la Daytona 500 per la squadra K-Automotive Motorsports.
Tra i piloti che lasciarono la serie ci fu Elliott Sadler che lasciò la Richard Petty Motorsports per passare alla Kevin Harvick Incorporated nella Camping World Truck Series e nella Nationwide Series.
Anche Sam Hornish, Jr. lasciò la Sprint Cup Series per partecipare a dieci gare in Nationwide Series dopo essere rimasto senza uno sponsor che gli consentisse di partecipare alla Sprint Cup Series.
Dopo l'ultima gara della stagione 2010, Scott Speed lasciò la Serie dopo essere stato licenziato dalla Red Bull Racing Team per far posto a Kahne. Questo cambio portò Speed a querelare la squadra per diversi motivi.
A luglio 2011, la squadra Max Q Motorsports rese noto che Scott Speed aveva firmato un contratto per tre gare per partecipare alle gare di Indianapolis, Watkins Glen e Pocono. Dopo l'annuncio, Speed commentò:

"Sono entusiasta di tornare in pista. La Max Q Motorsports sembra essere un bel gruppo di ragazzi che lavorano bene. La Ford ha un bel pacchetto-motore quindi credo che possiamo prendere la palla al balzo ed essere competitivi in pista.".

### IRookie(le nuove "matricole")
All'inizio della stagione, due piloti dichiararono di essere intenzionati a competere per il titolo di Rookie of the Year 2011. Questi due furono Andy Lally, pilota della TRG Motorsports di Kevin Buckler, e Brian Keselowski che si portò dietro la sua squadra a conduzione familiare, K-Automotive Motorsports, dalla Nationwide Series alla Sprint Cup Series.
Trevor Bayne, pilota della Wood Brothers Racing, non partecipò al campionato piloti della Sprint Cup avendo scelto di partecipare al campionato piloti della Nationwide Series.
T. J. Bell iniziò a partecipare al campionato in un secondo momento e raccolse i suoi primi punti a Pocono.
Lally fu l'unico rookie a correre le 17 gare che sono il minimo per mantenere l'ammissibilità al titolo di Rookie of the Year; quindi vinse il titolo senza problemi, nonostante la sua squadra, la TRG Motorsports, lo avesse svincolato dal contratto prima della fine della stagione.

## Il calendario 2011
Il 18 agosto 2010, venne pubblicato il calendario definitivo costituito da 36 gare, più due gare di spettacolo. Il programma comprendeva anche due "Gatorade Duel", che sono le gare di qualificazione per la Daytona 500.
| | Budweiser Shootout                                     | Daytona International Speedway, Daytona Beach | 12 febbraio  | 8:10 | 01:10 |
| | Gatorade Duel                                          | Daytona International Speedway, Daytona Beach | 17 febbraio  | 2:00 | 19:00 |
| 1 | Daytona 500                                            | Daytona International Speedway, Daytona Beach | 20 febbraio  | 1:00 | 18:00 |
| 2 | Subway Fresh Fit 500                                   | Phoenix Raceway, Phoenix                      | 27 febbraio  | 3:00 | 20:00 |
| 3 | Kobalt Tools 400                                       | Las Vegas Motor Speedway, Las Vegas           | 6 marzo      | 3:00 | 20:00 |
| 4 | Jeff Byrd 500 (presented by Food City)                 | Bristol Motor Speedway, Bristol               | 20 marzo     | 1:00 | 17:00 |
| 5 | Auto Club 400                                          | Auto Club Speedway, Fontana                   | 27 marzo     | 3:00 | 19:00 |
| 6 | Goody's Fast Relief 500                                | Martinsville Speedway, Ridgeway               | 3 aprile     | 1:00 | 17:00 |
| 7 | Samsung Mobile 500                                     | Texas Motor Speedway, Fort Worth              | 9 aprile     | 7:30 | 23:30 |
| 8 | Aaron's 499                                            | Talladega Superspeedway, Talladega            | 17 aprile    | 1:00 | 17:00 |
| 9 | Crown Royal presents the Matthew and Daniel Hansen 400 | Richmond International Raceway, Richmond      | 30 aprile    | 7:30 | 23:30 |
| 10 | Showtime Southern 500                                  | Darlington Raceway, Darlington                | 7 maggio     | 7:00 | 23:00 |
| 11 | FedEx 400 benefiting Autism Speaks                     | Dover International Speedway, Dover           | 15 maggio    | 1:00 | 17:00 |
| | Sprint Showdown e XXVII All-Star Race                  | Charlotte Motor Speedway, Concord             | 21 maggio    | 7:00 | 23:00 |
| 12 | Coca-Cola 600                                          | Charlotte Motor Speedway, Concord             | 29 maggio    | 6:00 | 22:00 |
| 13 | STP 400                                                | Kansas Speedway, Kansas City                  | 5 giugno     | 1:00 | 17:00 |
| 14 | 5-Hour Energy 500                                      | Pocono Raceway, Long Pond                     | 12 giugno    | 1:00 | 17:00 |
| 15 | Heluva Good! Sour Cream Dips 400                       | Michigan International Speedway, Brooklyn     | 19 giugno    | 1:00 | 17:00 |
| 16 | Toyota/Save Mart 350                                   | Infineon Raceway, Sonoma                      | 26 giugno    | 3:00 | 19:00 |
| 17 | Coke Zero 400                                          | Daytona International Speedway, Daytona Beach | 2 luglio     | 7:30 | 23:30 |
| 18 | Quaker State 400                                       | Kentucky Speedway, Sparta                     | 9 luglio     | 7:30 | 23:30 |
| 19 | Lenox Industrial Tools 301                             | New Hampshire Motor Speedway, Loudon          | 17 luglio    | 1:00 | 17:00 |
| 20 | Brickyard 400 (presented by BigMachineRecords.com)     | Indianapolis Motor Speedway, Speedway         | 31 luglio    | 1:00 | 17:00 |
| 21 | Good Sam RV Insurance 500                              | Pocono Raceway, Long Pond                     | 7 agosto     | 1:00 | 17:00 |
| 22 | Heluva Good! Sour Cream Dips at The Glen               | Watkins Glen International, Watkins Glen      | 14 agosto    | 1:00 | 17:00 |
| 23 | Pure Michigan 400                                      | Michigan International Speedway, Brooklyn     | 21 agosto    | 1:00 | 17:00 |
| 24 | Irwin Tools Night Race                                 | Bristol Motor Speedway, Bristol               | 27 agosto    | 7:30 | 23:30 |
| 25 | AdvoCare 500                                           | Atlanta Motor Speedway, Hampton               | 4 settembre  | 7:30 | 23:30 |
| 26 | Wonderful Pistachios 400                               | Richmond International Raceway, Richmond      | 10 settembre | 7:00 | 23:00 |
| Chase for the Championship |                                                        |                                               |              |      |       |
| 27 | GEICO 400                                              | Chicagoland Speedway, Joliet                  | 18 settembre | 2:00 | 18:00 |
| 28 | Sylvania 300                                           | New Hampshire Motor Speedway, Loudon          | 25 settembre | 2:00 | 18:00 |
| 29 | AAA 400                                                | Dover International Speedway, Dover           | 2 ottobre    | 2:00 | 18:00 |
| 30 | Hollywood Casino 400                                   | Kansas Speedway, Kansas City                  | 9 ottobre    | 2:00 | 18:00 |
| 31 | Bank of America 500                                    | Charlotte Motor Speedway, Concord             | 15 ottobre   | 7:30 | 23:30 |
| 32 | Good Sam Club 500                                      | Talladega Superspeedway, Talladega            | 23 ottobre   | 2:00 | 18:00 |
| 33 | Tums Fast Relief 500                                   | Martinsville Speedway, Ridgeway               | 30 ottobre   | 2:00 | 18:00 |
| 34 | AAA Texas 500                                          | Texas Motor Speedway, Fort Worth              | 6 novembre   | 3:00 | 20:00 |
| 35 | Kobalt Tools 500                                       | Phoenix Raceway, Avondale                     | 13 novembre  | 3:00 | 20:00 |
| 36 | Ford 400                                               | Homestead-Miami Speedway, Homestead           | 20 novembre  | 3:00 | 20:00 |
| Nota: Tutti gli orari indicano l'inizio della copertura mediatica, non l'inizio degli show pre-gara. Tutti gli orari ET sono da intendersi come pomeridiani, eccetto dove specificato. |                                                        |                                               |              |      |       |
| Fonte: jayski.com, foxsports.com |                                                        |                                               |              |      |       |

## Novità

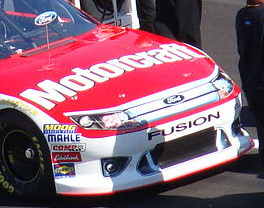
Il nuovo muso (in una foto scattata prima della Daytona 500 del 2011 sulla Daytona International Speedway) che venne introdotto durante questa stagione.

Per la stagione 2011, la NASCAR apportò diverse modifiche al programma. Tra queste la "Subway Fresh Fit 600", che si tiene sulla Phoenix International Raceway, venne ridotta a 500 chilometri, che di conseguenza venne rinominata in Subway Fresh Fit 500 e divenne la seconda gara della stagione.
La "Auto Club 500" venne ridotta a 400 miglia e quindi rinominata in Auto Club 400.
Un altro cambiamento introdotto per questa stagione portò l'orario di partenza delle gare della "Chase for the Sprint Cup" a "slittare" in modo da non sovrapporsi con l'inizio delle partite della National Football League.
Durante la pausa tra la stagione 2010 e quella 2011 la NASCAR annunciò una modifica alla parte anteriore delle vetture da corsa. Vennero rimossi i diffusori anteriori che vennero "inglobati" in un unico pezzo con il resto del muso dell'auto.

Il carburante, per tutte le tre serie principali della NASCAR, cambiò: si passò dalla benzina senza piombo alla miscela di etanolo "Sunoco Green E15"; il fornitore unico di benzina per tutte le squadre rimase la Sunoco.

## Risultati e classifiche

### Risultati delle gare
| N°                         | Gara                                                   | Pole position       | Maggior numero di giri in testa | Pilota vincitore | Costruttore vincitore |
| -------------------------- | ------------------------------------------------------ | ------------------- | ------------------------------- | ---------------- | --------------------- |
|                            | Budweiser Shootout                                     | Dale Earnhardt, Jr. | Jeff Burton                     | Kurt Busch       | Dodge                 |
| 1                          | Daytona 500                                            | Dale Earnhardt, Jr. | Ryan Newman                     | Trevor Bayne     | Ford                  |
| 2                          | Subway Fresh Fit 500                                   | Carl Edwards        | Jeff Gordon                     | Jeff Gordon      | Chevrolet             |
| 3                          | Kobalt Tools 400                                       | Matt Kenseth        | Tony Stewart                    | Carl Edwards     | Ford                  |
| 4                          | Jeff Byrd 500                                          | Carl Edwards        | Jimmie Johnson                  | Kyle Busch       | Toyota                |
| 5                          | Auto Club 400                                          | Juan Pablo Montoya  | Kyle Busch                      | Kevin Harvick    | Chevrolet             |
| 6                          | Goody's Fast Relief 500                                | Jamie McMurray      | Kyle Busch                      | Kevin Harvick    | Chevrolet             |
| 7                          | Samsung Mobile 500                                     | David Ragan         | Matt Kenseth                    | Matt Kenseth     | Ford                  |
| 8                          | Aaron's 499                                            | Jeff Gordon         | Clint Bowyer                    | Jimmie Johnson   | Chevrolet             |
| 9                          | Crown Royal Presents the Matthew and Daniel Hansen 400 | Juan Pablo Montoya  | Kyle Busch                      | Kyle Busch       | Toyota                |
| 10                         | Showtime Southern 500                                  | Kasey Kahne         | Kasey Kahne                     | Regan Smith      | Chevrolet             |
| 11                         | FedEx400 benefiting Autism Speaks                      | Jimmie Johnson      | Jimmie Johnson                  | Matt Kenseth     | Ford                  |
|                            | NASCAR Sprint All-Star Race                            | Kyle Busch          | Greg Biffle                     | Carl Edwards     | Ford                  |
| 12                         | Coca-Cola 600                                          | Brad Keselowski     | Matt Kenseth                    | Kevin Harvick    | Chevrolet             |
| 13                         | STP 400                                                | Kurt Busch          | Kurt Busch                      | Brad Keselowski  | Dodge                 |
| 14                         | 5-Hour Energy 500                                      | Kurt Busch          | Denny Hamlin                    | Jeff Gordon      | Chevrolet             |
| 15                         | Heluva Good! Sour Cream Dips 400                       | Kurt Busch          | Greg Biffle                     | Denny Hamlin     | Toyota                |
| 16                         | Toyota/Save Mart 350                                   | Joey Logano         | Kurt Busch                      | Kurt Busch       | Dodge                 |
| 17                         | Coke Zero 400                                          | Mark Martin         | Ryan Newman                     | David Ragan      | Ford                  |
| 18                         | Quaker State 400                                       | Kyle Busch          | Kyle Busch                      | Kyle Busch       | Toyota                |
| 19                         | Lenox Industrial Tools 301                             | Ryan Newman         | Ryan Newman                     | Ryan Newman      | Chevrolet             |
| 20                         | Brickyard 400 presented by BigMachineRecords.com       | David Ragan         | Kasey Kahne                     | Paul Menard      | Chevrolet             |
| 21                         | Good Sam RV Insurance 500                              | Joey Logano         | Denny Hamlin                    | Brad Keselowski  | Dodge                 |
| 22                         | Heluva Good! Sour Cream Dips at The Glen               | Kyle Busch          | Kyle Busch                      | Marcos Ambrose   | Ford                  |
| 23                         | Pure Michigan 400                                      | Greg Biffle         | Greg Biffle                     | Kyle Busch       | Toyota                |
| 24                         | Irwin Tools Night Race                                 | Ryan Newman         | Jeff Gordon                     | Brad Keselowski  | Dodge                 |
| 25                         | AdvoCare 500                                           | Kasey Kahne         | Jeff Gordon                     | Jeff Gordon      | Chevrolet             |
| 26                         | Wonderful Pistachios 400                               | David Reutimann     | Kevin Harvick                   | Kevin Harvick    | Chevrolet             |
| Chase for the Championship |                                                        |                     |                                 |                  |                       |
| 27                         | GEICO 400                                              | Matt Kenseth        | Kurt Busch                      | Tony Stewart     | Chevrolet             |
| 28                         | Sylvania 300                                           | Ryan Newman         | Jeff Gordon                     | Tony Stewart     | Chevrolet             |
| 29                         | AAA 400                                                | Martin Truex Jr.    | Jimmie Johnson                  | Kurt Busch       | Dodge                 |
| 30                         | Hollywood Casino 400                                   | Greg Biffle         | Jimmie Johnson                  | Jimmie Johnson   | Chevrolet             |
| 31                         | Bank of America 500                                    | Tony Stewart        | Kyle Busch                      | Matt Kenseth     | Ford                  |
| 32                         | Good Sam Club 500                                      | Mark Martin         | Tony Stewart                    | Clint Bowyer     | Chevrolet             |
| 33                         | Tums Fast Relief 500                                   | Carl Edwards        | Kyle Busch                      | Tony Stewart     | Chevrolet             |
| 34                         | AAA Texas 500                                          | Greg Biffle         | Tony Stewart                    | Tony Stewart     | Chevrolet             |
| 35                         | Kobalt Tools 500                                       | Matt Kenseth        | Tony Stewart                    | Kasey Kahne      | Toyota                |
| 36                         | Ford 400                                               | Carl Edwards        | Carl Edwards                    | Tony Stewart     | Chevrolet             |

### Classifica piloti
(legenda)

Grassetto= in pole position per miglior tempo.

Corsivo= in pole position per risultati finali delle qualifiche.

* = maggior numero di giri in testa alla gara.
| Pos.                                                  | Pilota                 | DAY    | PHO    | LSV    | BRI    | CAL    | MAR    | TEX    | TAL    | RIC    | DAR    | DOV    | CHA    | KAN    | POC    | MIC    | INF    | DY2    | KTY    | NHA    | IND    | PO2    | GLN    | MI2    | BR2    | ATL    | RI2    |        | CHI    | NH2    | DV2    | KN2     | CH2     | TL2     | MA2     | TX2     | PH2     | HOM     | Punti |
| ----------------------------------------------------- | ---------------------- | ------ | ------ | ------ | ------ | ------ | ------ | ------ | ------ | ------ | ------ | ------ | ------ | ------ | ------ | ------ | ------ | ------ | ------ | ------ | ------ | ------ | ------ | ------ | ------ | ------ | ------ | ------ | ------ | ------ | ------ | ------- | ------- | ------- | ------- | ------- | ------- | ------- | ----- |
| 1                                                     | Tony Stewart           | 13     | 7      | 2*     | 19     | 13     | 34     | 12     | 17     | 9      | 7      | 29     | 17     | 8      | 21     | 7      | 39     | 11     | 12     | 2      | 6      | 11     | 27     | 9      | 28     | 3      | 7      | 1      | 1      | 25     | 15     | 8       | 7*      | 1       | 1*      | 3*      | 1       | 2403    |       |
| 2                                                     | Carl Edwards           | 2      | 28     | 1      | 2      | 6      | 18     | 3      | 6      | 5      | 2      | 7      | 16     | 5      | 37     | 5      | 3      | 37     | 5      | 13     | 14     | 7      | 12     | 36     | 9      | 5      | 2      | 4      | 8      | 3      | 5      | 3       | 11      | 9       | 2       | 2       | 2*      | 2403    |       |
| 3                                                     | Kevin Harvick          | 42     | 4      | 17     | 6      | 1      | 1      | 20     | 5      | 12     | 17     | 10     | 1      | 11     | 5      | 14     | 9      | 7      | 16     | 21     | 11     | 14     | 6      | 22     | 22     | 7      | 1*     | 2      | 12     | 10     | 6      | 6       | 32      | 4       | 13      | 19      | 8       | 2345    |       |
| 4                                                     | Matt Kenseth           | 34     | 12     | 11     | 4      | 4      | 6      | 1*     | 36     | 21     | 25     | 1      | 14*    | 6      | 8      | 2      | 14     | 2      | 6      | 20     | 5      | 16     | 17     | 10     | 6      | 9      | 23     | 21     | 6      | 5      | 4      | 1       | 18      | 31      | 4       | 34      | 4       | 2330    |       |
| 5                                                     | Brad Keselowski        | 29     | 15     | 26     | 18     | 26     | 19     | 18     | 33     | 36     | 3      | 13     | 19     | 1      | 23     | 25     | 10     | 15     | 7      | 35     | 9      | 1      | 2      | 3      | 1      | 6      | 12     | 5      | 2      | 20     | 3      | 16      | 4       | 17      | 24      | 18      | 20      | 2319    |       |
| 6                                                     | Jimmie Johnson         | 27     | 3      | 16     | 3*     | 2      | 11     | 8      | 1      | 8      | 15     | 9*     | 28     | 7      | 4      | 27     | 7      | 20     | 3      | 5      | 19     | 4      | 10     | 2      | 4      | 2      | 31     | 10     | 18     | 2*     | 1*     | 34      | 26      | 2       | 14      | 14      | 32      | 2304    |       |
| 7                                                     | Dale Earnhardt, Jr.    | 24     | 10     | 8      | 11     | 12     | 2      | 9      | 4      | 19     | 14     | 12     | 7      | 2      | 6      | 21     | 41     | 19     | 30     | 15     | 16     | 9      | 14     | 14     | 16     | 19     | 16     | 3      | 17     | 24     | 14     | 19      | 25      | 7       | 7       | 24      | 11      | 2290    |       |
| 8                                                     | Jeff Gordon            | 28     | 1*     | 36     | 14     | 18     | 5      | 23     | 3      | 39     | 12     | 17     | 20     | 4      | 1      | 17     | 2      | 6      | 11     | 11     | 2      | 6      | 13     | 6      | 3*     | 1*     | 3      | 24     | 4*     | 12     | 34     | 21      | 27      | 3       | 6       | 32      | 5       | 2287    |       |
| 9                                                     | Denny Hamlin           | 21     | 11     | 7      | 33     | 39     | 12     | 15     | 23     | 2      | 6      | 16     | 10     | 3      | 19*    | 1      | 37     | 13     | 10     | 3      | 27     | 15*    | 36     | 35     | 7      | 8      | 9      | 31     | 29     | 18     | 16     | 9       | 8       | 5       | 20      | 12      | 9       | 2284    |       |
| 10                                                    | Ryan Newman            | 22*    | 5      | 5      | 10     | 5      | 20     | 14     | 25     | 20     | 5      | 21     | 31     | 15     | 9      | 6      | 25     | 23     | 4      | 1*     | 12     | 5      | 16     | 5      | 8      | 20     | 8      | 8      | 25     | 23     | 18     | 10      | 38      | 10      | 16      | 5       | 12      | 2284    |       |
| 11                                                    | Kurt Busch             | 5      | 8      | 9      | 7      | 17     | 16     | 10     | 18     | 22     | 27     | 14     | 4      | 9*     | 2      | 11     | 1*     | 14     | 9      | 10     | 21     | 3      | 38     | 34     | 17     | 4      | 5      | 6*     | 22     | 1      | 13     | 13      | 36      | 14      | 30      | 22      | 34      | 2262    |       |
| 12                                                    | Kyle Busch             | 8      | 2      | 38     | 1      | 3*     | 3*     | 16     | 35     | 1*     | 11     | 4      | 32     | 12     | 3      | 3      | 11     | 5      | 1*     | 36     | 10     | 2      | 3*     | 1      | 14     | 23     | 6      | 22     | 11     | 6      | 11     | 2*      | 33      | 27*     | SQ      | 36      | 23      | 2246    |       |
| Tagliati fuori dalla Chase for the Championship       |                        |        |        |        |        |        |        |        |        |        |        |        |        |        |        |        |        |        |        |        |        |        |        |        |        |        |        |        |        |        |        |         |         |         |         |         |         |         |       |
| Pos.                                                  | Pilota                 | DAY    | PHO    | LSV    | BRI    | CAL    | MAR    | TEX    | TAL    | RIC    | DAR    | DOV    | CHA    | KAN    | POC    | MIC    | INF    | DY2    | KTY    | NHA    | IND    | PO2    | GLN    | MI2    | BR2    | ATL    | RI2    |        | CHI    | NH2    | DV2    | KN2     | CH2     | TL2     | MA2     | TX2     | PH2     | HOM     | Punti |
| 13                                                    | Clint Bowyer           | 17     | 27     | 15     | 35     | 7      | 9      | 2      | 2*     | 6      | 31     | 6      | 15     | 18     | 16     | 8      | 4      | 36     | 35     | 17     | 13     | 18     | 11     | 8      | 26     | 36     | 22     | 7      | 26     | 8      | 7      | 24      | 1       | 19      | 9       | 10      | 6       | 1047    |       |
| 14                                                    | Kasey Kahne            | 25     | 6      | 14     | 9      | 9      | 39     | 21     | 37     | 3      | 4*     | 36     | 22     | 14     | 12     | 28     | 20     | 4      | 13     | 6      | 18*    | 28     | 26     | 7      | 11     | 34     | 38     | 12     | 15     | 4      | 2      | 4       | 6       | 25      | 3       | 1       | 7       | 1041    |       |
| 15                                                    | A. J. Allmendinger     | 11     | 9      | 19     | 31     | 14     | 14     | 19     | 11     | 7      | 20     | 37     | 5      | 27     | 25     | 13     | 13     | 10     | 28     | 12     | 22     | 19     | 8      | 11     | 12     | 10     | 11     | 27     | 21     | 7      | 25     | 7       | 31      | 11      | 10      | 6       | 15      | 1013    |       |
| 16                                                    | Greg Biffle            | 35     | 20     | 28     | 8      | 11     | 21     | 4      | 7      | 15     | 8      | 19     | 13     | 10     | 27     | 15*    | 23     | 18     | 21     | 18     | 7      | 8      | 31     | 20*    | 31     | 12     | 13     | 26     | 3      | 27     | 8      | 15      | 14      | 15      | 5       | 13      | 35      | 997     |       |
| 17                                                    | Paul Menard            | 9      | 17     | 12     | 5      | 16     | 38     | 5      | 12     | 37     | 22     | 24     | 29     | 19     | 14     | 4      | 17     | 8      | 24     | 24     | 1      | 10     | 32     | 26     | 30     | 18     | 34     | 20     | 20     | 16     | 12     | 17      | 12      | 24      | 15      | 9       | 16      | 947     |       |
| 18                                                    | Martin Truex Jr.       | 19     | 14     | 6      | 17     | 21     | 40     | 35     | 13     | 27     | 10     | 8      | 26     | 20     | 10     | 26     | 8      | 35     | 18     | 8      | 24     | 12     | 4      | 19     | 2      | 14     | 30     | 18     | 16     | 30     | 36     | 23      | 10      | 8       | 8       | 20      | 3       | 937     |       |
| 19                                                    | Marcos Ambrose         | 37     | 16     | 4      | 15     | 28     | 29     | 6      | 32     | 23     | 13     | 3      | 6      | 26     | 34     | 23     | 5      | 17     | 20     | 9      | 34     | 20     | 1      | 27     | 10     | 21     | 21     | 19     | 30     | 9      | 9      | 5       | 19      | 29      | 11      | 8       | 39      | 936     |       |
| 20                                                    | Jeff Burton            | 36     | 26     | 21     | 20     | 15     | 24     | 11     | 16     | 16     | 33     | 11     | 21     | 25     | 20     | 24     | 21     | 21     | 19     | 16     | 35     | 17     | 9      | 17     | 15     | 13     | 29     | 15     | 13     | 11     | 21     | 18      | 2       | 6       | 27      | 4       | 10      | 935     |       |
| 21                                                    | Juan Pablo Montoya     | 6      | 19     | 3      | 24     | 10     | 4      | 13     | 30     | 29     | 23     | 32     | 12     | 17     | 7      | 30     | 22     | 9      | 15     | 30     | 28     | 32     | 7      | 25     | 19     | 15     | 15     | 14     | 9      | 22     | 23     | 14      | 23      | 22      | 18      | 15      | 31      | 932     |       |
| 22                                                    | Mark Martin            | 10     | 13     | 18     | 12     | 20     | 10     | 36     | 8      | 14     | 19     | 2      | 34     | 21     | 18     | 9      | 19     | 33     | 22     | 22     | 8      | 13     | 25     | 4      | 38     | 17     | 10     | 9      | 24     | 19     | 10     | 37      | 20      | 28      | 19      | 16      | 24      | 930     |       |
| 23                                                    | David Ragan            | 14     | 36     | 22     | 16     | 22     | 8      | 7      | 39     | 4      | 21     | 28     | 2      | 13     | 17     | 20     | 29     | 1      | 8      | 14     | 23     | 34     | 28     | 12     | 20     | 35     | 4      | 11     | 7      | 21     | 20     | 11      | 28      | 33      | 12      | 33      | 38      | 906     |       |
| 24                                                    | Joey Logano            | 23     | 33     | 23     | 23     | 25     | 13     | 24     | 10     | 11     | 35     | 27     | 3      | 23     | 11     | 18     | 6      | 3      | 14     | 4      | 25     | 26     | 5      | 21     | 13     | 24     | 35     | 16     | 14     | 29     | 29     | 12      | 24      | 18      | 37      | 11      | 19      | 902     |       |
| 25                                                    | Brian Vickers          | 31     | 30     | 10     | 36     | 8      | 17     | 27     | 38     | 10     | 34     | 5      | 18     | 16     | 22     | 10     | 36     | 12     | 27     | 34     | 15     | 39     | 15     | 15     | 21     | 11     | 33     | 13     | 5      | 14     | 19     | 20      | 5       | 30      | 21      | 23      | 17      | 846     |       |
| 26                                                    | Regan Smith            | 7      | 34     | 39     | 22     | 27     | 31     | 37     | 15     | 17     | 1      | 34     | 8      | 24     | 15     | 33     | 16     | 24     | 17     | 33     | 3      | 21     | 23     | 13     | 18     | 33     | 18     | 17     | 10     | 17     | 24     | 25      | 30      | 13      | 23      | 38      | 13      | 820     |       |
| 27                                                    | Jamie McMurray         | 18     | 35     | 27     | 21     | 23     | 7      | 22     | 21     | 18     | 9      | 20     | 37     | 29     | 33     | 19     | 15     | 22     | 36     | 31     | 4      | 22     | 18     | 23     | 5      | 16     | 14     | 38     | 23     | 15     | 22     | 27      | 29      | 35      | 36      | 17      | 14      | 795     |       |
| 28                                                    | David Reutimann        | 30     | 29     | 13     | 30     | 19     | 15     | 29     | 14     | 31     | 16     | 15     | 9      | 22     | 13     | 35     | 24     | 25     | 2      | 19     | 36     | 24     | 29     | 18     | 36     | 31     | 26     | 32     | 28     | 13     | 35     | 26      | 13      | 20      | 22      | 7       | 18      | 757     |       |
| 29                                                    | Bobby Labonte          | 4      | 21     | 24     | 13     | 38     | 27     | 25     | 24     | 24     | 18     | 18     | 24     | 28     | 28     | 22     | 38     | 31     | 26     | 7      | 17     | 25     | 19     | 16     | 34     | 38     | 20     | 37     | 19     | 26     | 30     | 29      | 35      | 32      | 28      | 21      | 27      | 670     |       |
| 30                                                    | David Gilliland        | 3      | 22     | 37     | 27     | 31     | 33     | 42     | 9      | 25     | 32     | 22     | 33     | 33     | 29     | 29     | 12     | 16     | 31     | 25     | 33     | 23     | 33     | 32     | 24     | 37     | 27     | 36     | 32     | 28     | 32     | 36      | 22      | 34      | 32      | 31      | 33      | 572     |       |
| 31                                                    | Casey Mears            | NQ     | 18     | 25     | 37     | 29     | 36     | 26     | 22     | 28     | 30     | 23     | 23     | 37     | 30     | 38     | 34     | 32     | 25     | 38     | 29     | 36     | 22     | 37     | 23     | 28     | 17     | 29     | 42     | 35     | 42     | 32      | 17      | 12      | 25      | 26      | 26      | 541     |       |
| 32                                                    | Dave Blaney            | 26     | 42     | 34     | 25     | 37     | 30     | 30     | 27     | 13     | 24     | 26     | 27     | 32     | 26     | 34     | 31     | 39     | 33     | 29     | 31     | 30     | NQ     | 33     | 35     | 43     | 19     | 33     | 35     | 32     | 31     | 35      | 3       | 23      | 35      | 27      | 28      | 508     |       |
| 33                                                    | Andy Lally (R)         | 33     | 31     | 32     | 32     | 32     |        | 32     | 19     | 26     | NQ     | 33     | NQ     | 31     | 32     | 36     | 35     | 27     | 32     | 28     | 26     | 29     | 24     | 29     | 25     | 30     | 32     | 28     | 34     | 33     | 37     | 421     | 39      |         | 29      | NQ      |         | 398     |       |
| 34                                                    | Robby Gordon           | 16     | 32     | 31     | 39     | 34     | 23     | 31     | 20     | 35     | 37     |        | 38     |        |        | 37     | 18     | 34     | NQ     |        | 43     | 35     | 21     |        | 43     | 39     | 37     | 39     | 40     |        |        | 38      | 37      |         |         | 35      |         | 268     |       |
| 35                                                    | J. J. Yeley            | 43     | 37     | 40     | 40     | 41     | 41     | 41     |        | 43     | 39     | 40     | 42     | 38     | 42     | 39     |        | NQ     | 40     | 23     | NQ     | 43     | 42     | 43     | NQ     | 25     | 42     | 34     | 27     | 34     | 43     | 22      | 42      | 40      | 43      | 28      | 41      | 192     |       |
| 36                                                    | Michael McDowell       | NQ     | 41     | 41     | 43     | 43     | 32     | 40     | NQ     | 40     | 43     | 43     | 39     | 41     | 41     | 43     | 30     | 42     | 41     | 40     | 37     |        | 41     |        | 39     | 41     | 39     | 43     | 37     | 40     | 39     | 39      | 40      | 39      | 33      | 40      | 43      | 139     |       |
| 37                                                    | Tony Raines            |        | 25     | 35     | 28     | 36     | 25     | 34     | NQ     | 33     | 36     | 35     | NQ     | NQ     | 36     | NQ     |        | NQ     | 38     | NQ     |        |        |        | 38     |        | NQ     |        |        |        |        |        |         |         |         |         |         |         | 129     |       |
| 38                                                    | Ken Schrader           |        |        |        | NQ     | 33     | 22     | 33     |        | 32     | 28     |        |        |        |        |        |        |        |        |        |        |        |        | 30     |        |        |        |        |        |        |        |         |         | 21      |         |         |         | 110     |       |
| 39                                                    | Terry Labonte          | 15     |        |        |        |        |        |        | 34     |        |        |        |        |        |        |        | 32     | 28     |        |        | 41     |        | 34     |        | 33     |        |        |        |        |        |        |         | 34      |         |         |         |         | 102     |       |
| 40                                                    | Bill Elliott           | 12     | 23     | 30     | 29     |        |        |        | 26     |        |        |        |        |        |        |        |        |        |        |        |        |        |        |        |        |        |        |        |        |        |        |         |         |         |         |         |         | 100     |       |
| 41                                                    | David Stremme          |        |        |        |        |        |        |        |        | 34     | 41     | 42     | 40     | 39     |        | 41     |        |        | NQ     | 371    | NQ     | 38     |        | 40     | 32     | NQ     | 40     | 41     | 38     | 41     | 40     | 41      |         | 38      | NQ      | NQ      | 42      | 80      |       |
| 42                                                    | Michael Waltrip        | 40     |        |        |        |        |        |        | 28     |        |        |        |        |        |        |        |        |        | NQ     |        |        |        |        |        |        |        |        |        |        |        |        |         | 9       |         |         |         |         | 56      |       |
| 43                                                    | Boris Said             |        |        |        |        |        |        |        |        |        |        |        |        |        |        |        | 28     |        |        |        |        |        | 20     |        |        |        |        |        |        |        |        |         |         |         |         |         |         | 38      |       |
| 44                                                    | Geoff Bodine           |        |        |        |        |        |        |        |        |        |        |        |        |        |        |        |        | 38     |        |        |        | NQ     |        |        |        | NQ     |        |        |        |        |        | NQ      | NQ      |         | 38      | 37      | 30      | 33      |       |
| 45                                                    | T. J. Bell (R)         |        |        |        |        |        |        |        |        |        | 381    |        | NQ     | NQ     | 39     |        |        |        | NQ     |        | 42     | NQ     | 37     | NQ     | NQ     | NQ     | NQ     |        | NQ     |        |        |         | NQ      |         |         |         | 29      | 29      |       |
| 46                                                    | Stephen Leicht         |        |        |        |        |        |        |        |        |        |        |        |        |        |        |        |        |        |        |        |        |        |        |        |        |        | 24     | NQ     |        |        |        |         |         |         |         |         |         | 20      |       |
| 47                                                    | Andy Pilgrim           |        |        |        |        |        |        |        |        |        |        |        |        |        |        |        | 26     |        |        |        |        |        |        |        |        |        |        |        |        |        |        |         |         |         |         |         |         | 18      |       |
| 48                                                    | Chris Cook             |        |        |        |        |        |        |        |        |        |        |        |        |        |        |        | 27     |        |        |        |        |        |        |        |        |        |        |        |        |        |        |         |         |         |         |         |         | 17      |       |
| 49                                                    | Brian Simo             |        |        |        |        |        |        |        |        |        |        |        |        |        |        |        | 33     |        |        |        |        |        | NQ     |        |        |        |        |        |        |        |        |         |         |         |         |         |         | 11      |       |
| 50                                                    | Brian Keselowski (R)   | 41     | NQ     | NQ     |        |        |        |        |        | NQ     | NQ     |        |        |        |        | NQ     |        |        |        |        |        |        |        |        |        |        |        |        |        |        |        |         |         |         |         |         |         | 3       |       |
| 51                                                    | Erik Darnell           |        |        |        |        |        |        |        |        |        |        |        |        |        |        |        |        |        |        | 391    | NQ     | 42     |        | NQ     |        |        | NQ     |        |        |        |        |         |         |         |         |         |         | 2       |       |
| 52                                                    | Steve Park             |        |        |        |        |        |        |        | 42     |        |        |        |        |        |        |        |        |        |        |        |        |        |        |        |        |        |        |        | NQ     |        |        |         |         |         |         |         |         | 2       |       |
| Non idonei per il campionato a punti nella Sprint Cup |                        |        |        |        |        |        |        |        |        |        |        |        |        |        |        |        |        |        |        |        |        |        |        |        |        |        |        |        |        |        |        |         |         |         |         |         |         |         |       |
| Pos.                                                  | Pilota                 | DAY    | PHO    | LSV    | BRI    | CAL    | MAR    | TEX    | TAL    | RIC    | DAR    | DOV    | CHA    | KAN    | POC    | MIC    | INF    | DY2    | KTY    | NHA    | IND    | PO2    | GLN    | MI2    | BR2    | ATL    | RI2    |        | CHI    | NH2    | DV2    | KN2     | CH2     | TL2     | MA2     | TX2     | PH2     | HOM     | Punti |
|                                                       | Trevor Bayne           | 1      | 40     | 20     | 34     | 30     | 35     | 17     | 40     |        |        |        |        |        |        | 16     |        | 41     |        |        | 30     |        |        | 24     |        |        |        | 23     |        |        |        | 31      | 15      |         | 17      |         | 25      | –       |       |
|                                                       | Ricky Stenhouse, Jr.   |        |        |        |        |        |        |        |        |        |        |        | 11     |        |        |        |        |        |        |        |        |        |        |        |        |        |        |        |        |        |        |         |         |         |         |         |         | –       |       |
|                                                       | Landon Cassill         |        | 38     | 43     | 42     | 24     | 26     | 28     | 31     | 38     | 29     | 30     | 35     | 35     | 24     | 12     |        | 26     | 23     | 26     | 20     | 27     |        | 31     |        | 22     | 25     | 30     | 33     | 31     | 17     | 28      | 16      | 42      | 26      | 29      | 36      | –       |       |
|                                                       | Travis Kvapil          | 32     | 39     | 33     | 26     | 35     | 37     | NQ     | 29     | 30     | 26     | 31     | 25     | 34     |        | 31     |        | 30     | 29     |        | NQ     | 31     |        | 28     | 37     | 42     | 28     | NQ     | 43     | 43     | 27     | 40      | 21      | 16      | 31      | 43      | 22      | –       |       |
|                                                       | Steve Wallace          | 20     |        |        |        |        |        |        |        |        |        |        |        |        |        |        |        |        |        |        |        |        |        |        |        |        |        |        |        |        |        |         |         |         |         |         |         | –       |       |
|                                                       | Mike Bliss             |        |        |        |        |        |        |        |        |        |        | 25     | 30     |        | 31     | 32     |        |        | 34     | 32     | 32     |        |        |        | 29     | 26     | 36     | 25     | 31     | 36     | 28     | 30      |         |         | 34      | 30      | 21      | –       |       |
|                                                       | Mike Skinner           |        | 24     | 29     |        |        | 42     | 43     | NQ     | 41     | 40     | 41     | 43     | 40     | NQ     | NQ     | 42     | 40     | 43     | 42     | 40     | NQ     | 43     | 42     | 41     | 27     | NQ     | NQ     | WT     | NQ     | NQ     | WT      |         | 43      | 41      | 42      | NQ      | –       |       |
|                                                       | Cole Whitt             |        |        |        |        |        |        |        |        |        |        |        |        |        |        |        |        |        |        |        |        |        |        |        |        |        |        |        |        |        |        |         |         |         |         | 25      | 37      | –       |       |
|                                                       | Hermie Sadler          |        |        |        |        |        | 28     |        |        |        |        |        |        |        |        |        |        |        |        |        |        |        |        |        |        |        |        |        |        |        |        | 33      |         | 26      |         |         |         | –       |       |
|                                                       | Austin Dillon          |        |        |        |        |        |        |        |        |        |        |        |        |        |        |        |        |        |        |        |        |        |        |        |        |        |        |        |        |        | 26     |         |         |         |         |         |         | –       |       |
|                                                       | David Starr            |        |        |        |        |        |        | 38     |        |        |        |        | 36     |        |        |        |        |        | NQ     |        |        |        |        |        | 27     | 29     |        | NQ     |        |        | NQ     |         |         |         | NQ      |         |         | –       |       |
|                                                       | Scott Wimmer           |        |        |        |        |        |        |        |        |        |        | 38     | NQ     |        | 38     |        |        |        | 37     | 27     | NQ     |        |        |        |        |        |        |        |        |        |        |         |         |         |         |         |         | –       |       |
|                                                       | Joe Nemechek           | 39     | 43     | 42     | 41     | 42     | 43     | 39     | 41     | 42     | 42     | 39     | 41     | 43     | 40     | 40     | 40     | 29     | 39     | 41     | 38     | 41     | 40     | 41     | 40     | 40     | 41     | 40     | 36     | 39     | 41     | 43      | 41      | 41      | 42      | 41      | 40      | –       |       |
|                                                       | Patrick Carpentier     |        |        |        |        |        |        |        |        |        |        |        |        | 30     |        |        |        |        |        |        |        |        |        |        |        |        |        |        |        |        |        |         |         |         |         |         |         | –       |       |
|                                                       | Ron Fellows            |        |        |        |        |        |        |        |        |        |        |        |        |        |        |        |        |        |        |        |        |        | 30     |        |        |        |        |        |        |        |        |         |         |         |         |         |         | –       |       |
|                                                       | Scott Speed            |        |        |        |        |        |        |        |        |        |        |        |        |        |        |        |        |        |        |        | 39     | 40     | 39     |        | 42     | 32     | 43     | 35     | 41     | 42     | 33     | NQ      | NQ      | 37      | 39      | 39      | NQ      | –       |       |
|                                                       | Jason White            |        |        |        |        |        |        |        |        |        |        |        |        |        |        |        |        |        |        |        |        | 33     |        |        |        |        |        |        |        |        |        |         |         |         |         |         |         | –       |       |
|                                                       | Sam Hornish, Jr.       |        |        |        |        |        |        |        |        |        |        |        |        |        | 35     |        |        |        |        |        |        |        |        |        |        |        |        |        |        |        |        |         |         |         |         |         |         | –       |       |
|                                                       | Andrew Ranger          |        |        |        |        |        |        |        |        |        |        |        |        |        |        |        |        |        |        |        |        |        | 35     |        |        |        |        |        |        |        |        |         |         |         |         |         |         | –       |       |
|                                                       | Reed Sorenson          |        |        |        |        |        |        |        |        |        |        |        |        |        |        |        |        |        |        |        |        |        |        |        |        |        |        |        |        | 38     | 38     |         |         | 36      | NQ      |         | NQ      | –       |       |
|                                                       | Johnny Sauter          |        |        |        |        |        |        |        |        |        |        |        |        | 36     |        |        |        |        |        |        |        |        |        | NQ     |        |        |        |        |        |        |        |         |         |         |         |         |         | –       |       |
|                                                       | Josh Wise              |        |        |        |        |        |        |        |        |        |        |        |        |        |        |        |        |        |        |        |        |        |        |        |        |        |        | 42     | 39     | 37     | NQ     | NQ      | NQ      |         | 40      |         |         | –       |       |
|                                                       | Todd Bodine            | NQ     |        |        |        | 40     |        |        |        |        |        |        |        |        |        |        |        |        |        |        |        | 37     |        | 39     |        |        |        |        |        |        |        |         |         |         |         |         |         | –       |       |
|                                                       | Dennis Setzer          |        |        |        | 38     |        | WT     |        |        |        |        |        |        |        |        |        |        |        |        | NQ     |        |        |        |        |        |        |        |        |        |        |        |         |         | NQ      |         |         | NQ      | –       |       |
|                                                       | Robert Richardson, Jr. | 38     |        |        |        |        |        |        |        |        |        |        |        |        |        |        |        |        |        |        |        |        |        |        |        |        |        |        |        |        |        |         |         |         |         |         |         | –       |       |
|                                                       | Scott Riggs            |        |        |        |        |        |        |        |        |        | NQ     | NQ     | NQ     | 42     | 43     | 42     |        |        | 42     | NQ     |        |        |        |        |        |        |        |        |        |        |        |         |         |         |         | NQ      | NQ      | –       |       |
|                                                       | Kevin Conway           | NQ     |        |        |        |        |        |        | 43     |        |        |        |        |        |        |        |        | 43     |        |        |        |        |        |        |        |        |        |        |        |        |        |         | 43      |         |         |         |         | –       |       |
|                                                       | P. J. Jones            |        |        |        |        |        |        |        |        |        |        |        |        |        |        |        | 43     |        |        |        |        |        | NQ     |        |        |        |        |        |        |        |        |         |         |         |         |         |         | –       |       |
|                                                       | Jeff Green             |        |        |        |        |        |        |        |        |        |        |        |        |        |        |        |        |        |        | 43     |        |        |        |        | NQ     |        |        |        |        |        |        |         |         |         |         |         |         | –       |       |
|                                                       | Derrike Cope           | NQ     |        |        |        |        |        |        |        |        | WT     |        |        |        |        |        |        |        |        |        |        |        |        |        |        |        |        |        |        |        |        |         |         | NQ      |         |         |         | –       |       |
|                                                       | Tony Ave               |        |        |        |        |        |        |        |        |        |        |        |        |        |        |        | NQ     |        |        |        |        |        |        |        |        |        |        |        |        |        |        |         |         |         |         |         |         | –       |       |
|                                                       | Grant Enfinger         |        |        |        |        |        |        |        |        |        |        |        |        |        |        |        |        |        |        |        |        |        |        |        |        |        |        |        |        |        |        |         |         |         |         |         | NQ      | –       |       |
|                                                       |                        |        |        |        |        |        |        |        |        |        |        |        |        |        |        |        |        |        |        |        |        |        |        |        |        |        |        |        |        |        |        |         |         |         |         |         |         |         |       |
|                                                       | Fonti                  | [ 70 ] | [ 71 ] | [ 72 ] | [ 73 ] | [ 74 ] | [ 75 ] | [ 76 ] | [ 77 ] | [ 78 ] | [ 79 ] | [ 80 ] | [ 81 ] | [ 82 ] | [ 83 ] | [ 84 ] | [ 85 ] | [ 86 ] | [ 87 ] | [ 88 ] | [ 89 ] | [ 90 ] | [ 91 ] | [ 92 ] | [ 93 ] | [ 94 ] | [ 95 ] | [ 96 ] | [ 97 ] | [ 98 ] | [ 99 ] | [ 100 ] | [ 101 ] | [ 102 ] | [ 103 ] | [ 104 ] | [ 105 ] | [ 106 ] |       |

Nota: Quest'elenco non include le gare di spettacolo.
R: indica un rookie.

#### Legenda
| Colore  | Risultati                      |
| ------- | ------------------------------ |
| Oro     | Vincitore                      |
| Argento | Finito 2°-5°                   |
| Bronzo  | Finito 6°-10°                  |
| Verde   | Finito 11°-20°                 |
| Blu     | Finito 21-43°                  |
| Viola   | Non finita (Rit)               |
| Nero    | Squalificato (SQ)              |
| Rosa    | Non qualificato (NQ)           |
| Marrone | Ritirato prima della gara (WT) |
| Vuoto   | Non partito (NP)               |
| Vuoto   | Infortunato o malato (INF)     |
| Vuoto   | Escluso (ES)                   |
| Vuoto   | Non presente Non arrivato (NA) |

### Classifica costruttori
| Pos.              | Costruttore | Punti | Vittorie |
| ----------------- | ----------- | ----- | -------- |
| 1                 | Chevrolet   | 248   | 18       |
| 2                 | Ford        | 195   | 7        |
| 3                 | Toyota      | 187   | 6        |
| 4                 | Dodge       | 162   | 5        |
| Fonte: NASCAR.com |             |       |          |